# Juno issica
Juno issica là một loài thực vật có hoa trong họ Diên vĩ. Loài này được Kamelin miêu tả khoa học đầu tiên.